# Биртонкур
Биртонкур (фр. Burtoncourt) насеље је и општина у североисточној Француској у региону Лорена, у департману Мозел која припада префектури Мец Кампањ.
По подацима из 2011. године у општини је живело 207 становника, а густина насељености је износила 40,51 становника/km². Општина се простире на површини од 5,11 km². Налази се на средњој надморској висини од 300 метара (максималној 343 m, а минималној 219 m).

## Демографија
| 1962. | 1968. | 1975. | 1982. | 1990. | 1999. | 2011. |
| ----- | ----- | ----- | ----- | ----- | ----- | ----- |
| 111   | 132   | 106   | 131   | 161   | 173   | 207   |

График промене броја становника у току последњих година